# パンとシュリンクス (プッサン)
『パンとシュリンクス』（独: Pan und Syrinx、英: Pan and Syrinx）は、17世紀フランスの巨匠ニコラ・プッサンが1637年にキャンバス上に油彩で制作した絵画で、1640年に画家がパリに招聘されて一時的にローマを離れる以前に描かれた作品の1つである。主題はオウィディウスの『変身物語』 (第1巻) から採られており、牧神パンとアルカディアのニンフの物語を描いている。作品は現在、ドレスデンにあるアルテ・マイスター絵画館に所蔵されている。

## 作品

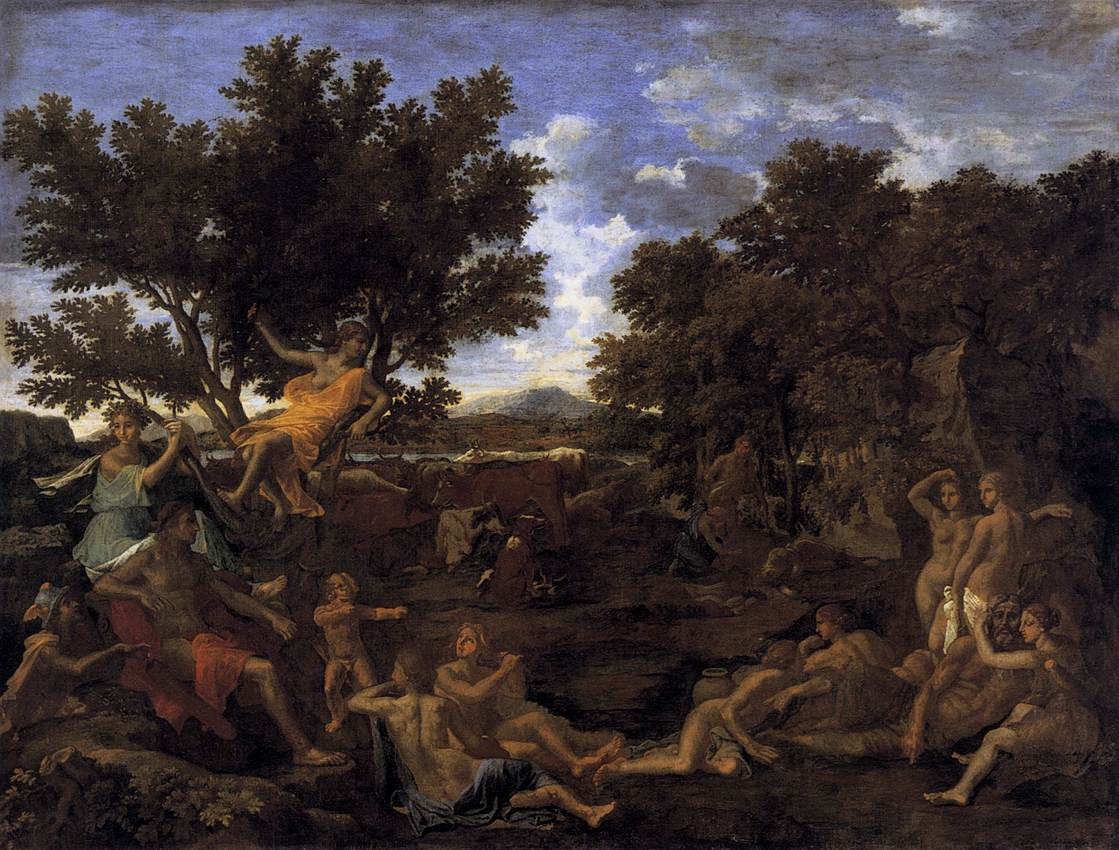
ニコラ・プッサン『アポロンとダフネ』 (1661-1664年ごろ)、ルーヴル美術館、 パリ

『変身物語』によれば、ニンフのパンパイプは牧神パンにつきまとわれ、ラドン川まで追いかけられた。彼女は川の水に足を取られたとき、ニンフのハマドリュアス姉妹に自身の姿を変えてくれるように懇願する。そして、パンがシュリンクスの身体を捕えたとき、彼女は姿は変わってしまった。彼が胸のうちに捕らえたのは、シュリンクスではなく一束の葦の草だったのである。パンが望みを失い、葦に向かって嘆いたとき、その吐息が軽やかな、悲しげな響きをたてた。その甘美な、歌うような響きが彼を魅了したので、彼は不揃いの長さに葦を切り取り、パンの笛を作り出した。こうして、彼はシュリンクスを自分のそばから離さないでおく方法を見つけたのであった。
本作の情景は、『アポロンとダフネ』 (1661-1664年、ルーヴル美術館、パリ) と類似している。シュリンクスの白く滑らかな身体は、なめし皮のような肌をし、下半身が毛に覆われているパンの身体とコントラストをなしている。シュリンクスを胸に抱きとめているのは、ラドン川を表す川の神である。オウィディウスの原作ではより重要な役割を持つ川のニンフたちは背景に配されている。その代わり、前景では2人の大きいプットが戯れ、前景を強調している。
プッサンは、同時代のフランスの画家ジャック・ステラに宛てた手紙の中で本作について以下のように記している。「もし私が今までに何かよいものを描いたことがあるとすれば、この主題を扱った方法こそまさにそうだと言えるでしょう。私は愛情と優しさを持ってこれを描きました。この主題がそのことを私に求めたからなのです」
。実際、本作は、プッサンの最も美しい、最も念入りに仕上げられた作品である。とりわけ色彩についてそのことが言え、彼はティツィアーノの色彩をさらに洗練させている。当時、プッサンは主に厳格な歴史的、英雄的な絵画に専念していたので、この絵画の抒情的な主題を描くことに非常な喜びを感じていたらしい。